# 모리 료센
모리 료센(일본어: 毛利両川 모리 료센[*])은 센고쿠 시대의 주고쿠 지방의 패자 모리 모토나리(毛利元就)의 모략에 의해 확립된 군사, 또는 정치조직의 통칭이다. 모리 료센(모리 가문의 두 강(川))이라는 말의 의미는 조직의 양 축이 되는 깃카와(吉川) 가문과 고바야카와(小早川) 가문에 각각 센(川) 자가 있는 것에서 따온 것이다.
이 조직은 깃카와 가문(吉川氏)에는 모토나리의 차남 모토하루(元春), 고바야카와 가문(小早川氏)에는 3남 다카카게(隆景)를 양자로 들여보내, 두 가문의 정통 혈통을 끊고 세력을 흡수하는 데 성공하여 주고쿠 제패를 달성하는 데 큰 역할을 하였다.
다카카게 사후, 고바야카와 가문은 사실상 소멸하게 되지만, 모토나리의 4남 호이다 모토키요(穂井田元清)의 아들 모리 히데모토(毛利秀元)를 시조로 하는 조후 모리 가문(長府毛利家, 구 호이다 가문)이 그 역할을 승계하여, 넓은 의미로는 조슈번(長州藩) 초기까지 계속되게 된다.

## 군사 배치

### 산인(山陰) 방면군
- 돗토리성(鳥取城): 깃카와 쓰네이에(吉川経家)
- 갓산토다성(月山富田城): 깃카와 모토하루(吉川元春), 깃카와 모토나가(吉川元長), 깃카와 히로이에(吉川広家)
- 이와미 은산(石見銀山): 깃카와 쓰네야스(吉川経安)（단, 은거 상태）
- 하마다(浜田): 모리 모토우지(毛利元氏)

### 산요(山陽) 방면군
- 빗추국(備中国): 고바야카와 다카카게(小早川隆景), 모리 히데카네(毛利秀包) (고바야카와 수군）
- 나가토국(長門国): 이치카와 쓰네요시(市川経好), 나이토 다카하루(内藤隆春)
- 스오국(周防国): 미나카타 나리마사(南方就正)

### 아키(安芸) 직할령
- 요시다고리야마성(吉田郡山城): 모리 모토나리(毛利元就), 모리 데루모토(毛利輝元)
- 사쿠라오성(桜尾城): 가쓰라 모토즈미(桂元澄)
- 구사쓰성(草津城): 고다마 나리카타(児玉就方)→고다마 나리히데(児玉就英)